# Баруџија
Баруџија је занатлија који се бави израдом или продајом барута. Сама реч баруџија  је турског порекла. 
Барут је експлозивна материја који служи за пуњење метака ватреног оружја. Црни барут поред тога што се сматра првим хемијским покретачем оружја, он је и први експлозив који је забележен у историји. 
Баруџија је у османском периоду радио све послове који су били везани за барут, његово чување, припрему, израду и продају у барутанама. Он је уколико је било потребе продавао и обезбеђивао барут за војску и цивиле. Овај занат се сматрао опасним јер је могло да се деси да се барут запали и да страдају многи.  Баруџија као врста заната се сачувао и у данашње време, само што се данас тим послом баве државне институције, оне набављају, продају и пуне барут за војску и цивиле.